# 中国2010年上海世界博览会乌克兰馆
中国2010年上海世界博览会乌克兰馆是2010年上海世博会上代表乌克兰的展馆，位于世博园区C片区，占地面积500平方米。乌克兰馆的主题是“从古老迈向现代”。
展馆的外墙上绘有来自三褶系部落文明的神秘符号。展馆内，分为古代城市展示区和现代城市文明部分。古代展示区中展示了存在于公元前4000年至公元前3000年、主要分布在乌克兰第聂伯河中游的特里波耶文化（Cucuteni-Trypillian culture）。现代文明部分则通过现代技术展现乌克兰的现代化城市。展馆中还展示有乌克兰的喀尔巴阡山国家公园和文化名城卡缅涅茨-波多利斯基。

## 外部链接

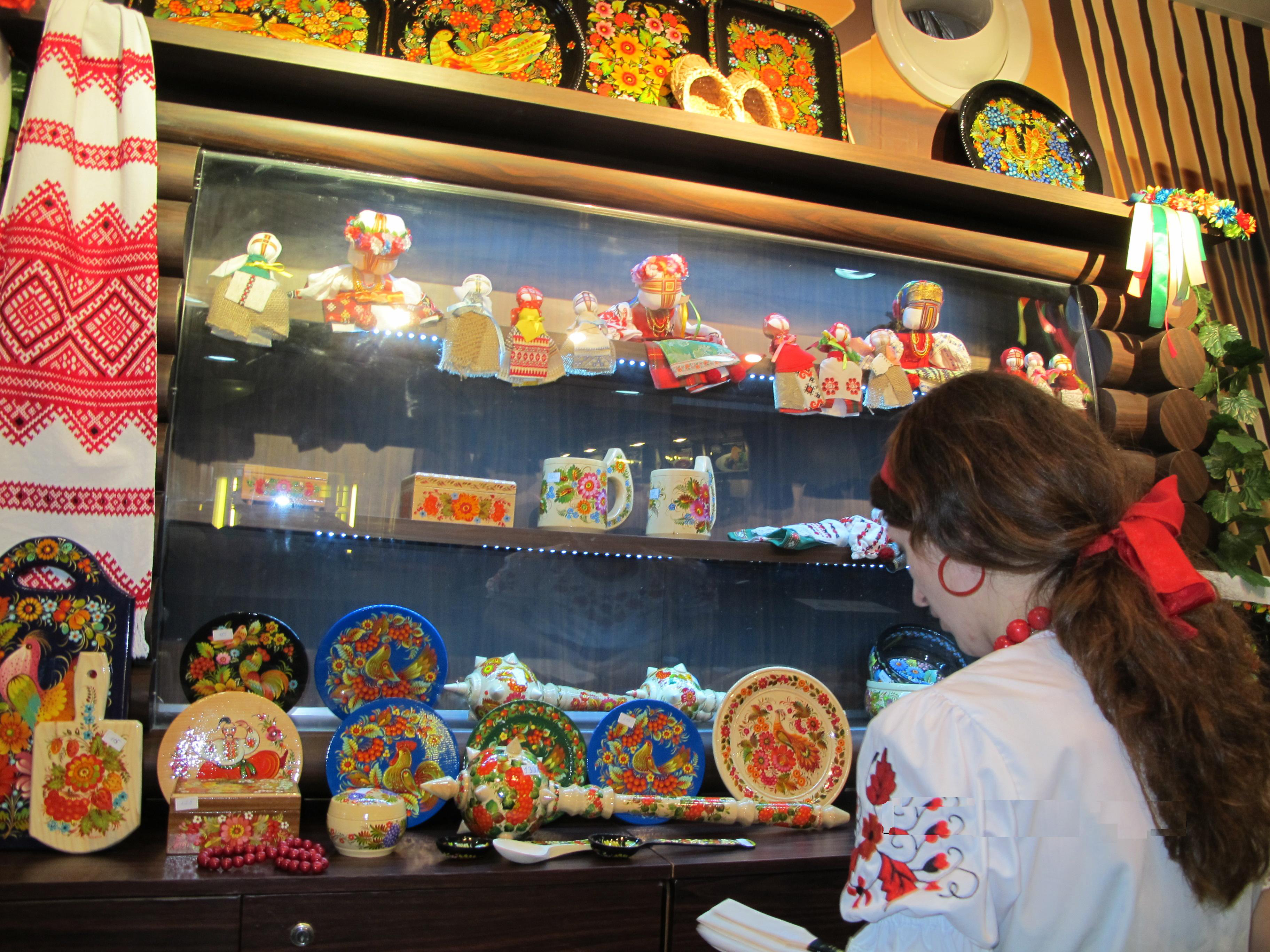